# Loudetiopsis capillipes
Loudetiopsis capillipes är en gräsart som först beskrevs av Charles Edward Hubbard, och fick sitt nu gällande namn av Hans Joachim Conert. Loudetiopsis capillipes ingår i släktet Loudetiopsis och familjen gräs. Inga underarter finns listade i Catalogue of Life.